# Мистецький музей Леся Курбаса
Мистецький музей Леся Курбаса — державний музейний заклад у Самборі, філіал Національного музею імені Андрея Шептицького, присвячений життю та творчості українського театрального діяча Леся Курбаса. 

## Історія
У 1991 році Львівської облради ухвалила рішення про створення Художньо-меморіального музею Леся Курбаса у Самборі, як філію Національного музею у Львові. 

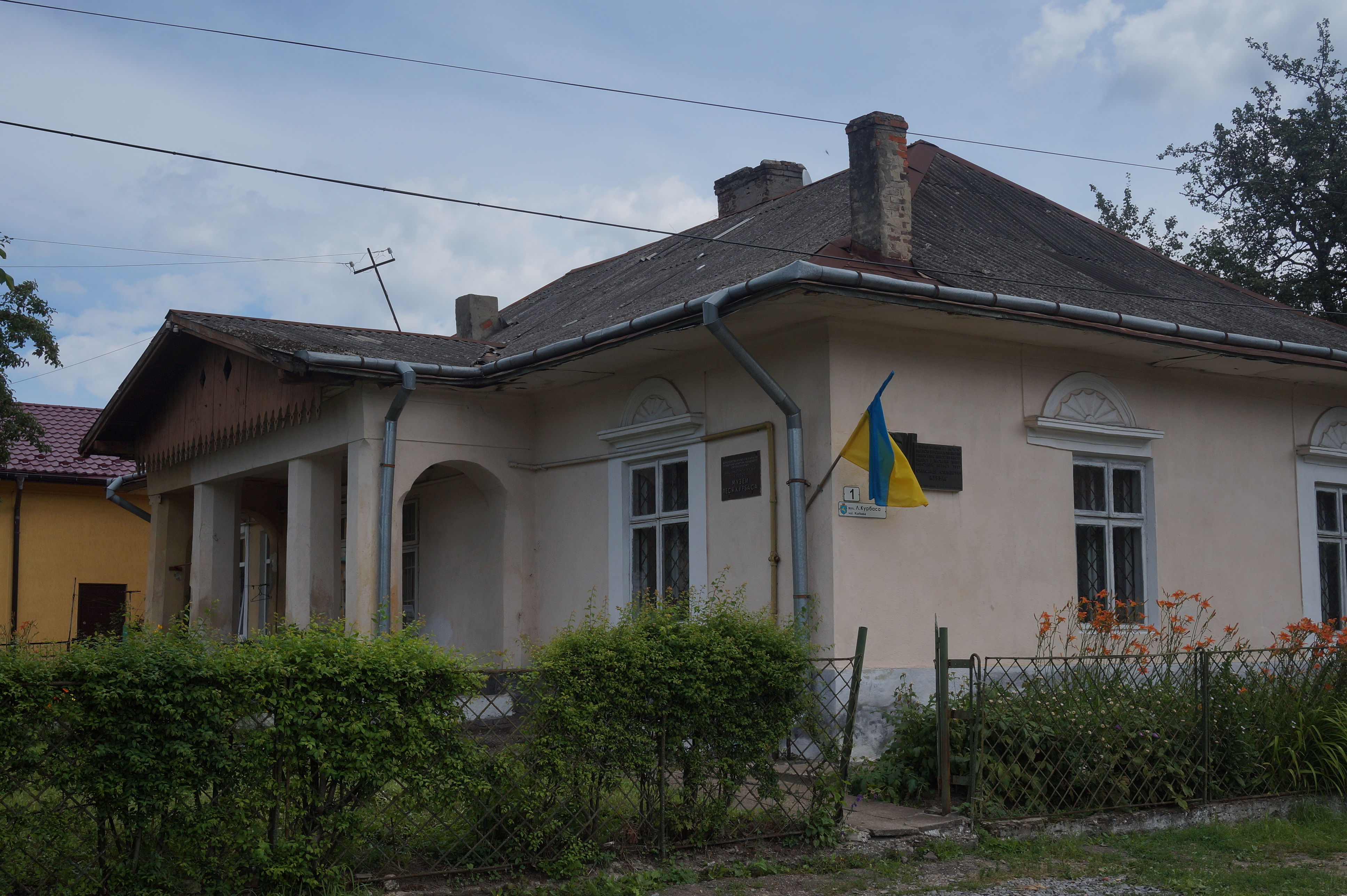
Будинок у якому народився Лесь Курбас

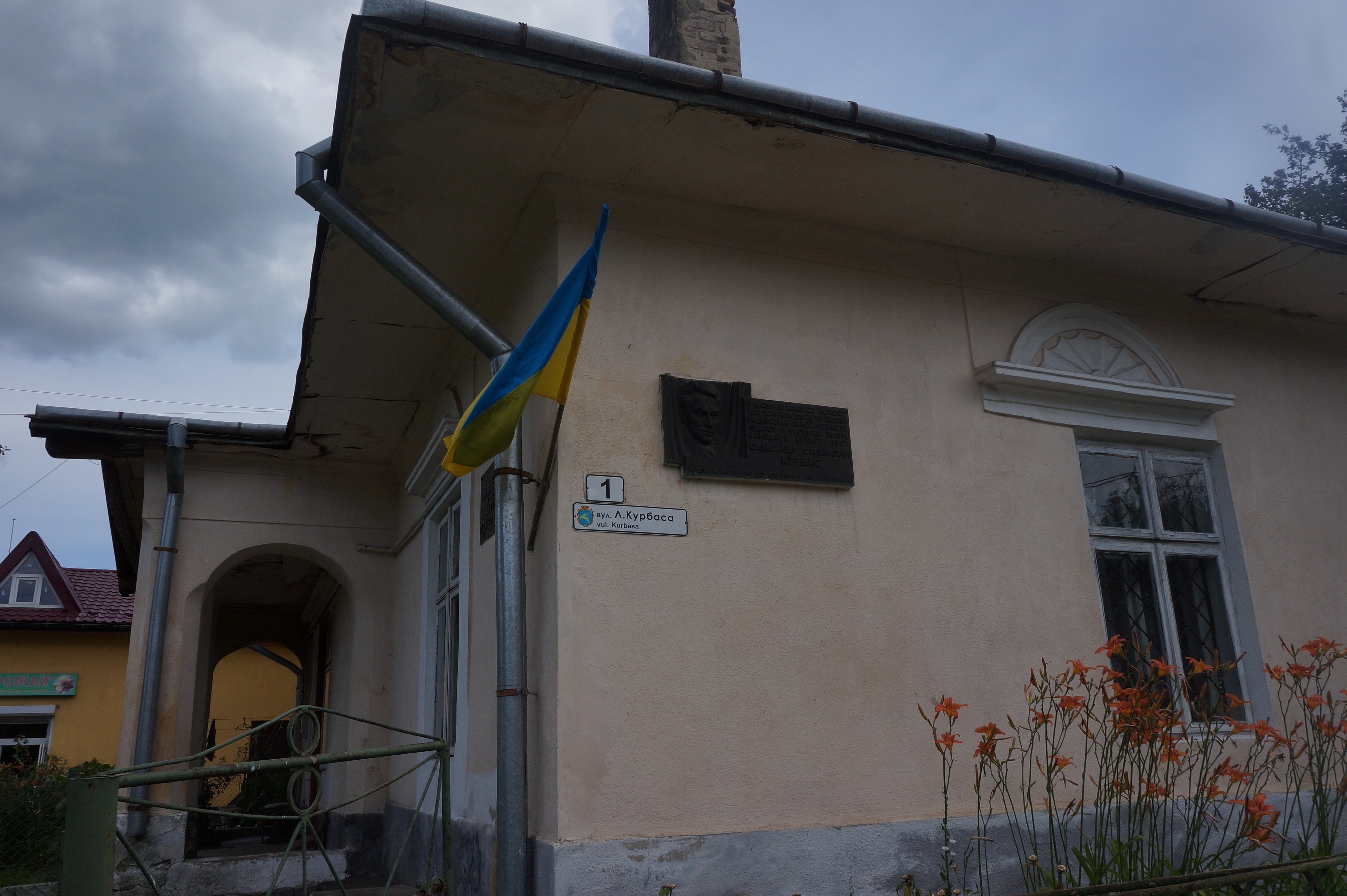
Меморіальна барельєфна дошка роботи скульптора Еммануїла Миська

Музею було відкрито 25 лютого 1993 року в будинку по вул.Сонячній, 1, де народився Лесь Курбас. Будівля музею зведена у 1887 році, та є пам'яткою архітектури місцевого значення. Постановою Кабінету міністрів України від 27 грудня 2001 року будинок-музей Леся Курбаса у Самборі занесено до Державного реєстру нерухомих пам'яток України національного значення.
Після реорганізації музейний заклад у 2010 році він отримав назву «Мистецький музей Леся Курбаса». 

## Опис
Мистецький музей Леся Курбаса розміщено у 3-х кімнатах. Матеріали експозиції знайомлять відвідувачів з роботою Леся Курбаса у театрах «Тернопільські театральні вечори», «Молодий театр», у мистецькому об'єднанні «Березіль».
У 2017 році Мистецький музей Леся Курбаса був відремонтований.

## Фонди музею
Фонди музею нараховує 6 634 музейних предметів. Серед яких світлина та листівки, графічні портрети Леся Курбаса художників Євгена Безніско та Степана Муряша, портрет «Лесь Курбаса з „Кобзарем“» художника Ярослава Мацелюха, бюст Леся Курбаса роботи скульптора Миколи Посікіри (1987), меморіальна барельєфна дошка роботи скульптора Еммануїла Миська (1987), мистецькі полотна художників Михайла Яремківа, М.Фатич, О.Бігановського, В.Сорокіна, Лесі Фринцко, Г.Прокоповича, Т.Ненюка, Г.Качмарик, світлини та афіші 1933, 1946, 1955 років.

## Діяльність
Мистецький музей Леся Курбаса організовує масові заходи у школах, навчальних закладах, відкриває пересувні виставки, займається лекційною та науково-фондовою роботою.